# Digdoh
Digdoh là một thị trấn thống kê (census town) của quận Nagpur thuộc bang Maharashtra, Ấn Độ.

## Nhân khẩu
Theo điều tra dân số năm 2001 của Ấn Độ, Digdoh có dân số 31.498 người. Phái nam chiếm 56% tổng số dân và phái nữ chiếm 44%. Digdoh có tỷ lệ 77% biết đọc biết viết, cao hơn tỷ lệ trung bình toàn quốc là 59,5%: tỷ lệ cho phái nam là 82%, và tỷ lệ cho phái nữ là 71%. Tại Digdoh, 15% dân số nhỏ hơn 6 tuổi.